# Turn- und Sportverein München von 1860 1997-1998
Questa voce raccoglie le informazioni riguardanti il Turn- und Sportverein München von 1860 nelle competizioni ufficiali della stagione 1997-1998.

## Stagione
Nella stagione 1997-1998 il Monaco 1860, allenato da Werner Lorant, concluse il campionato di Bundesliga al 13º posto. In Coppa di Germania il Monaco 1860 fu eliminato al secondo turno dall'Hannover 96. In Coppa UEFA il Monaco 1860 fu eliminato al secondo turno dal Rapid Vienna.

## Rosa
| N. |                      | Ruolo | Calciatore         |
| -- | -------------------- | ----- | ------------------ |
| 1  | Germania (bandiera)  | P     | Bernd Meier        |
| 2  | Germania (bandiera)  | D     | Jochen Kientz      |
| 3  | Australia (bandiera) | D     | Ned Zelić          |
| 4  | Svizzera (bandiera)  | D     | Marco Walker       |
| 5  | Germania (bandiera)  | D     | Rayk Schröder      |
| 6  | Germania (bandiera)  | C     | André Hofschneider |
| 7  | Germania (bandiera)  | C     | Horst Heldt        |
| 8  | Albania (bandiera)   | C     | Besnik Hasi        |
| 9  | Germania (bandiera)  | A     | Olaf Bodden        |
| 10 | Marocco (bandiera)   | C     | Abderrahim Ouakili |
| 11 | Germania (bandiera)  | A     | Bernhard Winkler   |
| 12 | Germania (bandiera)  | P     | Daniel Hoffmann    |
| 13 | Austria (bandiera)   | C     | Harald Cerny       |
| 15 | Germania (bandiera)  | D     | Holger Greilich    |

| N. |                                | Ruolo | Calciatore       |
| -- | ------------------------------ | ----- | ---------------- |
| 16 | Germania (bandiera)            | C     | Jens Jeremies    |
| 17 | Bulgaria (bandiera)            | C     | Daniel Borimirov |
| 18 | Australia (bandiera)           | A     | Paul Agostino    |
| 19 | Ghana (bandiera)               | C     | Abedi Pelé       |
| 20 | Serbia e Montenegro (bandiera) | C     | Miroslav Stević  |
| 21 | Germania (bandiera)            | D     | Guido Gorges     |
| 22 | Germania (bandiera)            | P     | Christian Holzer |
| 23 | Germania (bandiera)            | C     | Jörg Böhme       |
| 24 | Germania (bandiera)            | C     | Stefan Malz      |
| 25 | Germania (bandiera)            | P     | Michael Hofmann  |
| 27 | Bulgaria (bandiera)            | A     | Hristo Yovov     |
| 29 | Germania (bandiera)            | C     | Tom Stohn        |
| 33 | Germania (bandiera)            | C     | Manfred Bender   |
| 34 | Germania (bandiera)            | A     | Bernd Hobsch     |

## Organigramma societario
Area tecnica
- Allenatore: Werner Lorant
- Allenatore in seconda: Peter Pacult
- Preparatore dei portieri: Claus Boden
- Preparatori atletici:

## Calciomercato

### Sessione estiva
| Acquisti | Acquisti           | Acquisti           | Acquisti |
| R.       | Nome               | da                 | Modalità |
| -------- | ------------------ | ------------------ | -------- |
| A        | Paul Agostino      | Bristol City       |          |
| D        | Holger Fach        | Fortuna Düsseldorf |          |
| D        | Guido Gorges       | Wacker Nordhausen  |          |
| C        | Besnik Hasi        | Genk               |          |
| P        | Daniel Hoffmann    | Lokomotive Lipsia  |          |
| C        | André Hofschneider | Hansa Rostock      |          |
| D        | Jochen Kientz      | CD Logroñés        |          |
| C        | Stefan Malz        | VfR Mannheim       |          |
| C        | Tom Stohn          | Wehen Wiesbaden    |          |

| Cessioni | Cessioni        | Cessioni        | Cessioni |
| R.       | Nome            | a               | Modalità |
| -------- | --------------- | --------------- | -------- |
| D        | Matthias Hamann | Xamax Neuchâtel |          |
| P        | Rainer Berg     | Norimberga      |          |
| D        | Ronny Ernst     | Greuther Fürth  |          |
| C        | Ivica Grlić     | Fortuna Colonia |          |
| C        | Matthew Okoh    | Unterhaching    |          |

### Sessione invernale
| Acquisti | Acquisti           | Acquisti     | Acquisti |
| R.       | Nome               | da           | Modalità |
| -------- | ------------------ | ------------ | -------- |
| A        | Bernd Hobsch       | Rennes       |          |
| A        | Hristo Yovov       | Levski Sofia |          |
| D        | Ned Zelić          | Auxerre      |          |
| C        | Abderrahim Ouakili | Magonza      |          |

| Cessioni | Cessioni    | Cessioni           | Cessioni |
| R.       | Nome        | a                  | Modalità |
| -------- | ----------- | ------------------ | -------- |
| D        | Holger Fach | Fortuna Düsseldorf |          |
| C        | Piotr Nowak | Chicago Fire       |          |

## Risultati

### Bundesliga

#### Girone di andata
| Arbitro: | Krug |

|             |           |             |
| Balăkov 22’ | Marcatori | 89’ Winkler |

| Arbitro: | Malbranc |

|                       |           |                         |
| Bender 23’ Bodden 69’ | Marcatori | 11’ Gilewicz 88’ Dundee |

| Arbitro: | Merk |

|                                          |           |                                    |
| Herzog 26’ (rig.), 87’ Walker 39’ (aut.) | Marcatori | 5’ Bender 65’ Borimirov 89’ Bodden |

| Arbitro: | Fandel |

|  |           |           |
|  | Marcatori | 86’ Groth |

| Arbitro: | Koop |

|             |           |  |
| Winkler 68’ | Marcatori |  |

| Arbitro: | Heynemann |

|                                   |           |                                  |
| Hofschneider 60’ (aut.) Wörns 78’ | Marcatori | 47’ Borimirov 71’ (rig.) Winkler |

| Arbitro: | Keßler |

|  |           |                 |
|  | Marcatori | 4’ (rig.) Zeyer |

| Arbitro: | Wagner |

|                                   |           |                           |
| Chapuisat 20’ Jeremies 63’ (aut.) | Marcatori | 15’ Pelé 30’, 48’ Winkler |

| Arbitro: | Strampe |

|             |           |                               |
| Winkler 14’ | Marcatori | 22’, 84’ Marschall 34’ Sforza |

| Arbitro: | Kemmling |

|                                                                   |           |                    |
| Hochstätter 7’, 37’ Lupescu 62’ (rig.) Pettersson 76’ Paßlack 79’ | Marcatori | 34’ (rig.) Winkler |

| Arbitro: | Steinborn |

|                        |           |           |
| Winkler 23’ Bodden 34’ | Marcatori | 52’ Spies |

| Arbitro: | Weber |

|             |           |                    |
| Cardoso 77’ | Marcatori | 41’ Malz 71’ Cerny |

| Arbitro: | Krug |

|                      |           |                       |
| Heldt 9’ Winkler 52’ | Marcatori | 35’ Hamann 54’ Basler |

| Arbitro: | Jansen |

|                        |           |  |
| Preetz 15’ Schmidt 33’ | Marcatori |  |

| Arbitro: | Fandel |

|              |           |  |
| Agostino 22’ | Marcatori |  |

| Arbitro: | Keßler |

|                     |           |  |
| Max 50’ Wilmots 90’ | Marcatori |  |

| Arbitro: | Aust |

|  |           |                     |
|  | Marcatori | 5’ Peschel 15’ Reis |

#### Girone di ritorno
| Arbitro: | Jansen |

|            |           |                                               |
| Winkler 9’ | Marcatori | 63’ Răducioiu 65’ (aut.) Gorges 89’ Akpoborie |

| Karlsruhe 13 dicembre 1997, ore 15:30 CET 19ª giornata | Karlsruhe | 0 – 0 referto | Monaco 1860 | Wildparkstadion (22 500 spett.)\| Arbitro: \| Strampe \| |
| Arbitro:                                               | Strampe   |               |             |                                                          |

| Arbitro: | Wagner |

|  |           |              |
|  | Marcatori | 57’ Maksimov |

| Arbitro: | Aust |

|                                   |           |  |
| Lange 48’ Barbarez 82’ Ehlers 89’ | Marcatori |  |

| Arbitro: | Weber |

|               |           |              |
| Rydlewicz 63’ | Marcatori | 87’ Agostino |

| Arbitro: | Heynemann |

|                              |           |                                     |
| Hobsch 12’ Agostino 68’, 70’ | Marcatori | 59’ Kirsten 73’ Happe 75’, 83’ Rink |

| Arbitro: | Zerr |

|  |           |                            |
|  | Marcatori | 52’ Greilich 89’ Borimirov |

| Arbitro: | Kemmling |

|                                      |           |                          |
| Stević 4’ Hobsch 8’, 24’ Winkler 15’ | Marcatori | 81’ Möller 83’ Schneider |

| Arbitro: | Strampe |

|             |           |  |
| Ratinho 45’ | Marcatori |  |

| Arbitro: | Steinborn |

|                        |           |  |
| Hobsch 45’ Ouakili 54’ | Marcatori |  |

| Arbitro: | Berg |

|               |           |  |
| Kovačević 29’ | Marcatori |  |

| Arbitro: | Jansen |

|            |           |             |
| Hobsch 54’ | Marcatori | 39’ Panadić |

| Arbitro: | Heynemann |

|                                     |           |             |
| Scholl 39’ Jancker 43’ Matthäus 47’ | Marcatori | 73’ Ouakili |

| Arbitro: | Kemmling |

|                                           |           |            |
| Hobsch 23’ Winkler 35’ (rig.) Ouakili 90’ | Marcatori | 53’ Preetz |

| Arbitro: | Merk |

|                                 |           |                                 |
| Schuster 51’ Polster 56’ (rig.) | Marcatori | 13’ Cerny 33’ Winkler 35’ Heldt |

| Arbitro: | Wagner |

|           |           |  |
| Gorges 8’ | Marcatori |  |

| Arbitro: | Koop |

|               |           |  |
| Schreiber 38’ | Marcatori |  |

### Coppa di Germania
| Arbitro: | Schößling |

|  |           |                      |
|  | Marcatori | 52’ Pelé 63’ Winkler |

| Arbitro: | Jansen |

|                            |           |              |
| Biçici 11’ (rig.) Addo 49’ | Marcatori | 37’ Jeremies |

### Coppa UEFA
| Arbitro: | Snoddy |

|  |           |          |
|  | Marcatori | 90’ Pelé |

| Arbitro: | McDermott |

|                                                           |           |            |
| Winkler 34’, 71’ Cerny 44’ Böhme 50’ Nowak 52’ Hamann 67’ | Marcatori | 83’ Méndez |

| Arbitro: | Sars |

|                                           |           |  |
| Stöger 45’ (rig.) Schöttel 64’ Penksa 81’ | Marcatori |  |

| Arbitro: | Luinge |

|                                 |           |             |
| Borimirov 6’ Winkler 23’ (rig.) | Marcatori | 70’ Zingler |

## Statistiche

### Statistiche di squadra
| Competizione      | Punti | In casa | In casa | In casa | In casa | In casa | In casa | In trasferta | In trasferta | In trasferta | In trasferta | In trasferta | In trasferta | Totale | Totale | Totale | Totale | Totale | Totale | DR  |
| Competizione      | Punti | G       | V       | N       | P       | Gf      | Gs      | G            | V            | N            | P            | Gf           | Gs           | G      | V      | N      | P      | Gf     | Gs     | DR  |
| ----------------- | ----- | ------- | ------- | ------- | ------- | ------- | ------- | ------------ | ------------ | ------------ | ------------ | ------------ | ------------ | ------ | ------ | ------ | ------ | ------ | ------ | --- |
| Bundesliga        | 41    | 17      | 7       | 3       | 7       | 24      | 24      | 17           | 4            | 5            | 8            | 19           | 30           | 34     | 11     | 8      | 15     | 43     | 54     | -11 |
| Coppa di Germania | -     | 0       | 0       | 0       | 0       | 0       | 0       | 2            | 1            | 0            | 1            | 3            | 2            | 2      | 1      | 0      | 1      | 3      | 2      | +1  |
| Coppa UEFA        | -     | 2       | 2       | 0       | 0       | 8       | 2       | 2            | 1            | 0            | 1            | 1            | 3            | 4      | 3      | 0      | 1      | 9      | 5      | +4  |
| Totale            | 41    | 19      | 9       | 3       | 7       | 32      | 26      | 21           | 6            | 5            | 10           | 23           | 35           | 40     | 15     | 8      | 17     | 55     | 61     | -6  |

### Andamento in campionato
| Giornata  | 1 | 2  | 3  | 4  | 5  | 6  | 7  | 8  | 9  | 10 | 11 | 12 | 13 | 14 | 15 | 16 | 17 | 18 | 19 | 20 | 21 | 22 | 23 | 24 | 25 | 26 | 27 | 28 | 29 | 30 | 31 | 32 | 33 | 34 |
| --------- | - | -- | -- | -- | -- | -- | -- | -- | -- | -- | -- | -- | -- | -- | -- | -- | -- | -- | -- | -- | -- | -- | -- | -- | -- | -- | -- | -- | -- | -- | -- | -- | -- | -- |
| Luogo     | T | C  | T  | C  | C  | T  | C  | T  | C  | T  | C  | T  | C  | T  | C  | T  | C  | C  | T  | C  | T  | T  | C  | T  | C  | T  | C  | T  | C  | T  | C  | T  | C  | T  |
| Risultato | N | N  | N  | P  | V  | N  | P  | V  | P  | P  | V  | V  | N  | P  | V  | P  | P  | P  | N  | P  | P  | N  | P  | V  | V  | P  | V  | P  | N  | P  | V  | V  | V  | P  |
| Posizione | 9 | 11 | 12 | 15 | 13 | 13 | 15 | 10 | 13 | 14 | 14 | 10 | 11 | 11 | 8  | 11 | 13 | 14 | 13 | 15 | 17 | 17 | 18 | 16 | 14 | 15 | 13 | 15 | 15 | 16 | 14 | 14 | 12 | 13 |

Legenda:

Luogo: C = Casa; T = Trasferta. Risultato: V = Vittoria; N = Pareggio; P = Sconfitta.

### Statistiche dei giocatori
| Giocatore       | Bundesliga | Bundesliga | Bundesliga  | Bundesliga | Coppa di Germania | Coppa di Germania | Coppa di Germania | Coppa di Germania | Coppa UEFA | Coppa UEFA | Coppa UEFA  | Coppa UEFA | Totale   | Totale | Totale      | Totale     |
| Giocatore       | Presenze   | Reti       | Ammonizioni | Espulsioni | Presenze          | Reti              | Ammonizioni       | Espulsioni        | Presenze   | Reti       | Ammonizioni | Espulsioni | Presenze | Reti   | Ammonizioni | Espulsioni |
| --------------- | ---------- | ---------- | ----------- | ---------- | ----------------- | ----------------- | ----------------- | ----------------- | ---------- | ---------- | ----------- | ---------- | -------- | ------ | ----------- | ---------- |
| P. Agostino     | 16         | 4          | 1           | 0          | 2                 | 0                 | 0                 | 0                 | 1          | 0          | 0           | 0          | 19       | 4      | 1           | 0          |
| M. Bender       | 21         | 2          | 2           | 0          | 1                 | 0                 | 0                 | 0                 | 3          | 0          | 0           | 0          | 25       | 2      | 2           | 0          |
| O. Bodden       | 10         | 3          | 2           | 0          | 2                 | 0                 | 0                 | 0                 | 2          | 0          | 0           | 1          | 14       | 3      | 2           | 1          |
| D. Borimirov    | 32         | 3          | 2           | 0          | 1                 | 0                 | 1                 | 0                 | 2          | 1          | 0           | 0          | 35       | 4      | 3           | 0          |
| J. Böhme        | 8          | 0          | 1           | 0          | 1                 | 0                 | 0                 | 0                 | 3          | 1          | 0           | 0          | 12       | 1      | 1           | 0          |
| H. Cerny        | 25         | 2          | 5           | 0          | 2                 | 0                 | 0                 | 0                 | 3          | 1          | 1           | 0          | 30       | 3      | 6           | 0          |
| H. Fach         | 10         | 0          | 2           | 0          | 1                 | 0                 | 0                 | 0                 | 1          | 0          | 0           | 0          | 12       | 0      | 2           | 0          |
| G. Gorges       | 17         | 1          | 4           | 0          | 0                 | 0                 | 0                 | 0                 | 0          | 0          | 0           | 0          | 17       | 1      | 4           | 0          |
| H. Greilich     | 18         | 1          | 4           | 0          | 1                 | 0                 | 0                 | 0                 | 0          | 0          | 0           | 0          | 19       | 1      | 4           | 0          |
| M. Hamann       | 4          | 0          | 1           | 0          | 0                 | 0                 | 0                 | 0                 | 2          | 1          | 0           | 0          | 6        | 1      | 1           | 0          |
| B. Hasi         | 7          | 0          | 1           | 0          | 0                 | 0                 | 0                 | 0                 | 0          | 0          | 0           | 0          | 7        | 0      | 1           | 0          |
| H. Heldt        | 29         | 2          | 4           | 0          | 2                 | 0                 | 1                 | 0                 | 1          | 0          | 0           | 0          | 32       | 2      | 5           | 0          |
| B. Hobsch       | 14         | 6          | 2           | 0          | 0                 | 0                 | 0                 | 0                 | 0          | 0          | 0           | 0          | 14       | 6      | 2           | 0          |
| D. Hoffmann     | 7          | 0          | 0           | 0          | 0                 | 0                 | 0                 | 0                 | 1          | 0          | 0           | 0          | 8        | 0      | 0           | 0          |
| M. Hofmann      | 4          | 0          | 0           | 0          | 0                 | 0                 | 0                 | 0                 | 0          | 0          | 0           | 0          | 4        | 0      | 0           | 0          |
| A. Hofschneider | 12         | 0          | 4           | 0          | 2                 | 0                 | 1                 | 0                 | 3          | 0          | 0           | 0          | 17       | 0      | 5           | 0          |
| C. Holzer       | 0          | 0          | 0           | 0          | 0                 | 0                 | 0                 | 0                 | 0          | 0          | 0           | 0          | 0        | 0      | 0           | 0          |
| J. Jeremies     | 22         | 0          | 10          | 0          | 1                 | 1                 | 1                 | 0                 | 3          | 0          | 1           | 0          | 26       | 1      | 12          | 0          |
| J. Kientz       | 30         | 0          | 5           | 0          | 2                 | 0                 | 0                 | 0                 | 4          | 0          | 1           | 0          | 36       | 0      | 6           | 0          |
| S. Malz         | 14         | 1          | 5           | 1          | 2                 | 0                 | 0                 | 0                 | 3          | 0          | 0           | 0          | 19       | 1      | 5           | 1          |
| B. Meier        | 23         | 0          | 1           | 0          | 2                 | 0                 | 0                 | 0                 | 3          | 0          | 0           | 0          | 28       | 0      | 1           | 0          |
| P. Nowak        | 12         | 0          | 1           | 0          | 1                 | 0                 | 0                 | 0                 | 3          | 1          | 0           | 0          | 16       | 1      | 1           | 0          |
| A. Ouakili      | 13         | 3          | 1           | 0          | 0                 | 0                 | 0                 | 0                 | 0          | 0          | 0           | 0          | 13       | 3      | 1           | 0          |
| A. Pelé         | 25         | 1          | 6           | 0          | 2                 | 1                 | 0                 | 0                 | 4          | 1          | 0           | 0          | 31       | 3      | 6           | 0          |
| R. Schröder     | 0          | 0          | 0           | 0          | 0                 | 0                 | 0                 | 0                 | 0          | 0          | 0           | 0          | 0        | 0      | 0           | 0          |
| M. Stević       | 28         | 1          | 4           | 1          | 2                 | 0                 | 1                 | 0                 | 4          | 0          | 0           | 1          | 34       | 1      | 5           | 2          |
| T. Stohn        | 0          | 0          | 0           | 0          | 0                 | 0                 | 0                 | 0                 | 0          | 0          | 0           | 0          | 0        | 0      | 0           | 0          |
| M. Walker       | 22         | 0          | 4           | 1          | 0                 | 0                 | 0                 | 0                 | 2          | 0          | 0           | 1          | 24       | 0      | 4           | 2          |
| B. Winkler      | 27         | 13         | 8           | 0          | 1                 | 1                 | 0                 | 0                 | 4          | 3          | 0           | 0          | 32       | 17     | 8           | 0          |
| H. Yovov        | 5          | 0          | 1           | 0          | 0                 | 0                 | 0                 | 0                 | 0          | 0          | 0           | 0          | 5        | 0      | 1           | 0          |
| N. Zelić        | 13         | 0          | 3           | 0          | 0                 | 0                 | 0                 | 0                 | 0          | 0          | 0           | 0          | 13       | 0      | 3           | 0          |